# Saskatchewan (řeka)
Saskatchewan (anglicky Saskatchewan River, česky také Saskačevan) je řeka v provinciích Manitoba a Saskatchewan na jihu Kanady. Je 544 km dlouhá. Od pramenů Jižního Saskatchewanu celkem 1928 km. Povodí má rozlohu 385 000 km².

## Průběh toku
Vzniká soutokem řek Severní a Jižní Saskatchewan, které pramení ve Skalnatých horách. Poté protéká Velkými a Centrálními planinami. Ústí do Winnipežského jezera (úmoří Hudsonova zálivu). Podél toku se nenacházejí žádná významná sídla.

## Vodní režim
Průměrný roční průtok vody v lokalitě The Pas je 780 m³/s. Zdroj vody je sněhový. Nejvodnější je od června do srpna, mírně opadá od prosince do března. Zamrzá v první polovině listopadu a rozmrzá ve druhé polovině dubna.

## Využití
Celková délka splavných úseků řeky a jejich přítoků je 1 450 km. V lokalitách Nipawin (SK) a Grand Rapids (MB) byly vybudovány velké vodní elektrárny. Voda z řeky a jejích přítoků se využívá na zavlažování.